# Aldona Kmieć
Aldona Kmieć (ur. 16 czerwca 1977 w Blachowni) – polsko-australijski artysta fotograf, eseistka; od roku 2004 na emigracji, do 2009 w Wielkiej Brytanii, następnie w Australii w stanie Queensland i Wiktoria.
Zajmuje się zawodowo fotografią portretową, uliczną i dokumentalną.

## Życiorys
Dzieciństwo spędziła w Bieżeniu koło Częstochowy. Absolwentka VII Liceum Ogólnokształcącego im. Mikołaja Kopernika w Częstochowie, London Metropolitan University, członek Związku Australijskich Artystów Wizualnych N.A.V.A oraz Polskiej Fundacji Artystycznej PAF w Melbourne.
Od 2010 roku mieszka w mieście Ballarat w stanie Wiktoria w Australii i pracuje jako artysta fotograf. W latach 2012–2014 wolontariusz i Wielokulturowy Ambasador Miasta Ballarat oraz uczestnik rocznego stypendium dla przyszłych liderów Leadership Ballarat Western Region.
Od 2011 roku związana z Międzynarodowych Festiwalem Fotografii w Ballarat, jest członkiem zarządu organizacji Ballarat Arts Alive i aktywistką w kręgach artystycznych.
Finalistka konkursu literackiego o emigracji opublikowanego w książce 'Moja emigracja. My Migration”, Australia, zdobywczyni III miejsca w międzynarodowym konkursie literackim Airbnb Open Host Stories Contest za trafnie nazwaną historię „Fear of Flying”. W historii Aldona opowiada, jak udało jej się pokonać strach przed lataniem, gdy jej gość, zawodowy pilot, zabrał ją do nieba.
W 2013 roku była moderatorem projektu ulicznych murali 'We R You' w Ballarat, w którym sfotografowała setki mieszkańców miasta umieszczonych na wielkich biało-czarnych plakatach na budynkach publicznych. Projekt był zaprezentowany na otwarciu Museum of Australian Democracy at Eureka oraz w Galerii Odwach podczas Dni Częstochowy w 2015. Projekt został sfilmowany przez Australijska telewizję Channel 7 dla programu Better Homes and Gardens i transmitowany 29-go września, 2015 roku.

## Wybrane wystawy fotograficzne
- 2017: In the process of healing Ballarat International Foto Biennale[16]
- 2016: THIS IS ME: Examination of the art of self image, The Lost Ones Gallery, Ballarat[17]
- 2015/2016: Flight in Light and Time - Point of View Within, PolArt Festival, Victorian Artists Society, Melbourne[18]
- 2015: Renata Dąbrowska, Paweł Roman i Aldona Kmieć o portrecie, Galeria Odwach, Czestochowa
- 2015: Dreamscapes, Ballarat Foto Biennale[19]
- 2014: Bowness Photography Prize Finalist, wystawa zbiorowa, Monash Gallery of Art, Melbourne[20]
- 2014: Head On Festival, Paddington Reservoir Gallery, Sydney
- 2013: CCP Leica Salon, Centre of Contemporary Photography, Melbourne[21]
- 2013: Under the Floorboards Artist residency, Fine Art Gallery, Ballarat
- 2013: Australia, a New Chapter, Ballarat Foto Biennale[22]
- 2011: Transient, Ballarat Foto Biennale
- 2008: Thirteen, wystawa grupowa, AOP Gallery, Londyn

## Nagrody
- 2017 III miejsce w konkursie literackim Airbnb Open Host Stories Contest[8][23]
- 2016 Finał, Eureka Art Prize, Ballarat[24]
- 2015 Finał, The Maggie Diaz Photography Prize, Melbourne
- 2014 I Nagroda, BAF Eureka Art Prize[25]
- 2014 Finał, William and Winifred Bowness Photography Prize, Monash Gallery of Art, Melbourne
- 2014 Finał, Head On Photo Festival, Sydney
- 2013 I Nagroda CCP Leica Salon, Centre of Contemporary Photography, Melbourne
- 2013 I Nagroda Eureka Art Prize, Ballarat Arts Foundation
- 2012 Honorable Mention, Black & White Spider Awards[26]
- 2012 Finał w konkursie literackim „Moja emigracja. My Migration”, Wydawnictwo Favoryta Australia[6]
- 2011 Finał AOP Open Awards, Londyn
- 2008 I miejsce w konkursie End of Year Best Photo Competition, AOP Gallery Londyn[27]